# Románd
Románd (em alemão: Romand) é um município da Hungria, situado no condado de Győr-Moson-Sopron. Tem 9,85 km² de área e sua população em 2015 foi estimada em 313 habitantes.